# Quán Khâu Kiệm
Quán Khâu Kiệm (giản thể: 毌丘俭; phồn thể: 毌丘儉; bính âm: Guànqiū Jiǎn; ? – 255), còn phiên âm là Vô Kỳ Kiệm hoặc Vô Khâu Kiệm, là tướng lĩnh Tào Ngụy thời Tam Quốc trong lịch sử Trung Quốc.

## Thân thế
Quán Khâu Kiệm có tên tự là Trọng Cung (仲恭), người huyện Văn Hỷ, quận Hà Đông. Cha ông là Quán Khâu Hưng, thời Tào Phi làm Thái thú quận Vũ Uy, có công đánh dẹp những lực lượng làm phản, được phong làm Cao Dương hương hầu.

## Trấn giữ U châu
Thời Ngụy Văn Đế, ông là bạn của thái tử Tào Duệ. Năm 226, Tào Duệ lên nối ngôi cha, tức là Ngụy Minh Đế. Vô Khâu Kiệm được phong làm Thượng thư lang, rồi cất nhắc làm Vũ Lâm giám, Điển nông Lạc Dương.
Ít lâu sau, Quán Khâu Kiệm được Minh Đế thăng làm Thứ sử Kinh châu, rồi chuyển sang làm thứ sử Dương châu, thứ sử U châu, kiêm Liêu Đông tướng quân, ban cờ tiết, Hộ Ô Hoàn hiệu úy.
Trong thời gian trấn trị U châu, Vô Khâu Kiệm có công thu hàng được Thiền Vu Ô Hoàn. Cùng lúc, nước Cao Câu Ly láng giềng và thủ lĩnh Liêu Đông là Công Tôn Uyên cũng lớn mạnh.
Năm 237, Ngụy Minh Đế muốn thôn tính Liêu Đông, bèn sai Quán Khâu Kiệm mang chiếu thư của triều đình đến gọi Công Tôn Uyên vào Lạc Dương triều kiến. Công Tôn Uyên không dám vào chầu vì sợ bị bắt giữ, bèn khởi binh phản Ngụy. Quân Liêu Đông giao tranh với quân U châu, đánh nhau tại huyện Liêu Toại. Vô Khâu Kiệm bị Công Tôn Uyên đánh lui.
Năm 238, Ngụy Minh Đế cùng Cao Câu Ly thành lập một liên minh với mục tiêu nhằm Công Tôn Uyên. Tháng 6 năm đó, Ngụy Minh Đế sai Tư Mã Ý mang đại quân đánh Yên. Quán Khâu Kiệm theo giúp Tư Mã Ý hạ thành Tương Bình, tiêu diệt Công Tôn Uyên. Nhờ có công lao, Quán Khâu Kiệm được phong làm Tả tướng quân.

## Đánh Cao Câu Ly
Sau khi nhà Ngụy chiếm được Liêu Đông, mối quan hệ hữu hảo với Cao Câu Ly nhanh chóng tan vỡ. Cao Câu Ly xua quân tấn công các khu vực phía Tây của Liêu Đông. Nhà Ngụy nhanh chóng đáp trả. Năm 244, Quán Khâu Kiệm mang quân tấn công và tàn phá kinh đô của Cao Câu Ly tại núi Hoàn Đô. Vua Đông Xuyên của Cao Câu Ly phải một thân một mình bỏ chạy sang phía Đông và nương nhờ tại lãnh thổ của các bộ tộc Ốc Trở..
Tuy nhiên Quán Khâu Kiệm không thể ở lâu tại Cao Câu Ly. Quân Tào Ngụy nhanh chóng bị Cao Câu Ly đẩy lui và không lâu sau đó, người Cao Câu Ly đã khôi phục được lãnh thổ cũ.

## Chống Gia Cát Khác
Tháng 3 năm 253, tướng Đông Ngô là Gia Cát Khác khởi 20 vạn quân đi đánh Ngụy. Trấn đông tướng quân Quán Khâu Kiệm và Thứ sử Dương châu là Văn Khâm cũng giữ thế phòng thủ không giao tranh. Quân Ngô gặp thời tiết nắng nóng, bệnh dịch tiêu chảy tràn lan, nhiều người bị chết.
Sau một thời gian quân Ngô vây hãm Hợp Phì Tân Thành do Trương Đặc trấn thủ mà không thể hạ được, Quán Khâu Kiệm và Văn Khâm biết tình hình quân Ngô bệnh dịch bèn phát lệnh tấn công. Quân Ngô thua trận, Gia Cát Khác buộc phải rút quân, trên đường về trúng mai phục của Văn Khâm ở Hợp Du, bị thiệt hại nặng.

## Chống Tư Mã Sư
Quán Khâu Kiệm được thêm chức Giám Dự châu chư quân sự, cầm cờ tiết; ít lâu sau chuyển sang làm Trấn nam tướng quân, rồi đổi làm Trấn đông tướng quân, Đô đốc Dương châu chư quân sự.
Năm 254, con Tư Mã Ý là Tư Mã Sư thay cha nắm quyền trong triều, phế truất Tào Phương lập Tào Mao làm vua. Nghe tin Tư Mã Sư làm việc phế lập Quán Khâu Kiệm và Thứ sử Dương châu Văn Khâm bèn khởi binh thảo phạt Tư Mã Sư. Ông ước hẹn với các tướng: Hộ quân An Phong là Trịnh Ký, Hộ quân Lư Giang là Lã Tuyên, Thái thú Lư Giang là Trương Hưu, Thái thú Hoài Nam là Đinh Tôn, hộ quân Hợp Phì là Chính Hưu cùng giương cờ chống Tư Mã Sư bảo vệ nhà Ngụy.
Quán Khâu Kiệm dâng biểu về Lạc Dương lên Tào Mao, kể 10 tội trạng của Tư Mã Sư; nhưng đồng thời bài biểu lại ca ngợi công lao của Tư Mã Ý và đề nghị Tào Mao dùng em Tư Mã Sư là Tư Mã Chiêu thay thế làm phụ chính nhằm phân hóa hàng ngũ họ Tư Mã.
Để có thêm lực lượng, Quán Khâu Kiệm và Văn Khâm cầu cứu Đông Ngô hiệp trợ. Ông và Văn Khâm cùng gửi con tin sang cho vua Ngô là Tôn Lượng đề nghị phát binh, rồi tập hợp 6 vạn quân từ Thọ Xuân tiến về phía tây, nhưng không đánh thẳng tới Lạc Dương hoặc Hứa Xương mà chỉ chiếm Hạng Thành và đóng quân. Các sử gia cho rằng việc không quyết đoán này chính là ngồi chờ đòn phản công của quân địch.
Quán Khâu Kiệm sai sứ giả mang thư tới Duyện châu dụ Đặng Ngải ủng hộ mình. Đặng Ngải không nghe theo, giết luôn sứ giả rồi mang quân ra kháng cự.
Tư Mã Sư sai Giám quân Vương Cơ làm tiên phong, đóng đồn ở Nam Đốn ngăn chặn Quán Khâu Kiệm và Văn Khâm, lại sai Đặng Ngải mang 1 vạn quân Thái Sơn ra Lạc Gia để dẫn dụ Quán Khâu Kiệm ra đánh, còn tự mình cầm quân chủ lực tới Nhữ Dương.
Nghe tin Đặng Ngải mang quân tới Lạc Gia, Quán Khâu Kiệm sai Văn Khâm mang quân ra đánh. Trong khi hai bên xuất chiến, Tư Mã Sư mang quân chủ lực đánh tập hậu. Văn Khâm không địch nổi, bị thua tan tác. Các cánh quân và thành trì theo Quán Khâu Kiệm lần lượt đầu hàng
Thấy quân chủ lực thua trận, Quán Khâu Kiệm vội bỏ Hạng Thành chạy, toàn quân Dương châu tan vỡ. Quán Khâu Kiệm chạy tới huyện Thận, núp vào bụi cỏ rậm bên bờ sông, bị một người dân là Trương Thuộc bắn chết. Em ông là Quán Khâu Tú chạy sang đầu hàng Đông Ngô, còn Văn Khâm bại binh cũng bỏ chạy đến hàng Ngô.
Gia tộc hai họ Quán Khâu và họ Văn sau đó bị Tư Mã Sư giết hết.

## Trong Tam Quốc diễn nghĩa
Quán Khâu Kiệm trong tiểu thuyết Tam quốc diễn nghĩa của La Quán Trung được biết đến qua việc binh biến chống Tư Mã Sư ở hồi 110. Cái chết của ông được mô tả khác: Quán Khâu Kiệm chạy đến huyện Thận, được Huyện lệnh là Tống Bạch đón tiếp và chuốc rượu say rồi chém chết.